# NGC 1099
NGC 1099 je galaksija u zviježđu Eridan.

## Vanjske poveznice
- SEDS: NGC 1099